# Arenaria merckioides
Arenaria merckioides là loài thực vật có hoa thuộc họ Cẩm chướng. Loài này được Maxim. mô tả khoa học đầu tiên năm 1888.